# Porostereum crassum
Porostereum crassum är en svampart som först beskrevs av Joseph-Henri Léveillé, och fick sitt nu gällande namn av Hjortstam & Ryvarden 1990. Porostereum crassum ingår i släktet Porostereum och familjen Phanerochaetaceae.   Inga underarter finns listade i Catalogue of Life.